# Complejo Médico Rey Saud
El Complejo médico rey Saud (en árabe: مدينة الملك سعود الطبية) es un hospital de Riad, Arabia Saudita. Se trata de un centro de atención terciaria para la medicina y la cirugía, especialmente enfocado en la columna vertebral y la neurocirugía. Es reconocido como un centro internacional de formación en medicina y cirugía. Cuenta con 1200 camas más 140 camas de la unidad de cuidados intensivos. En virtud de la capacidad de camas y número de pacientes, el centro es, con mucho, el mayor hospital de Arabia Saudíta. El Departamento de Urgencias del centro es uno de los más activos del país, atendiendo una variedad de accidentes y emergencias en que luego se refieren a las especialidades particulares. Equipos de médicos de todas las especialidades están disponibles durante todo el día para proporcionar tratamiento médico de emergencia para todos los pacientes - de emergencia o admitidos.

## Véase también

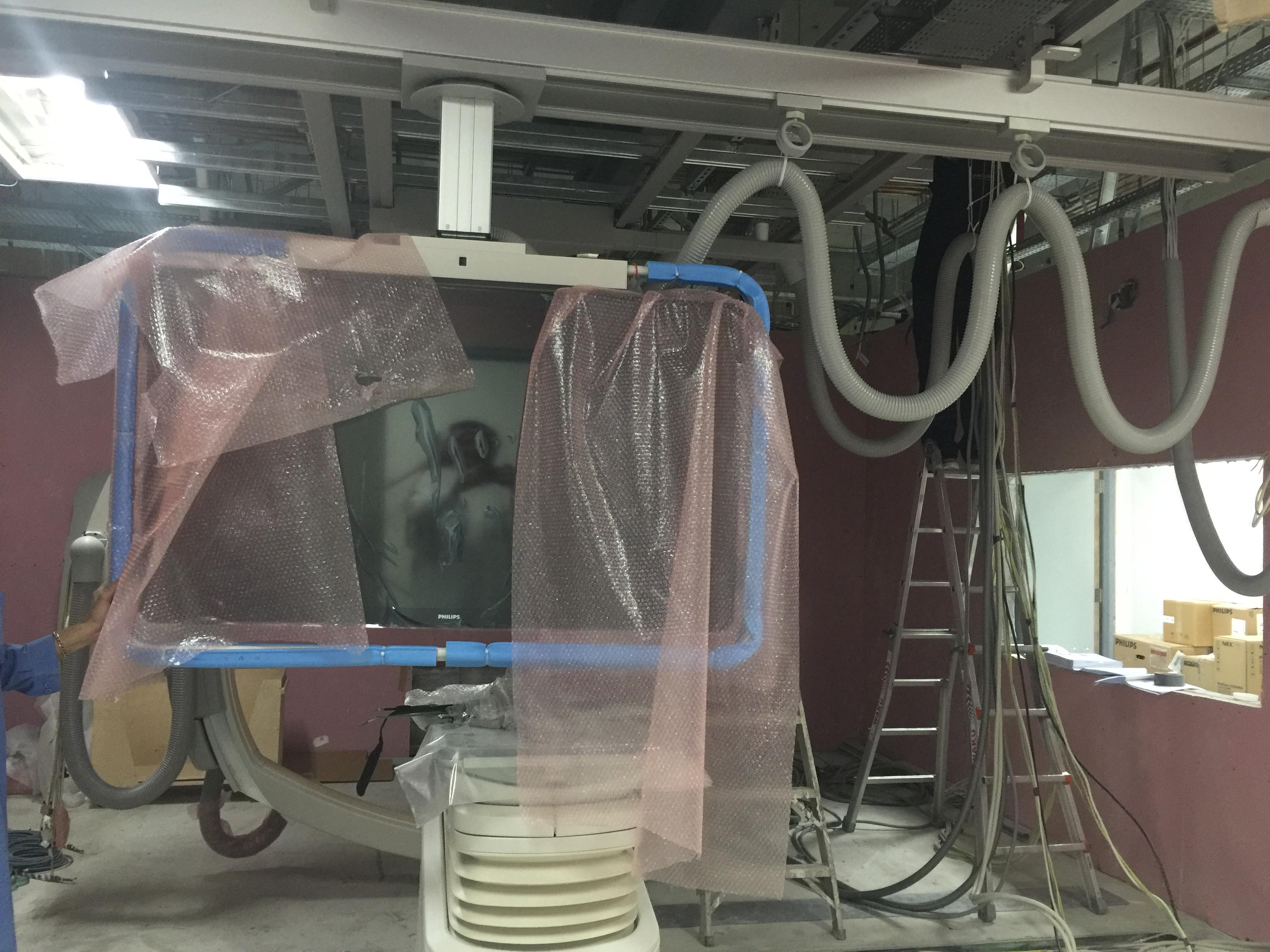
New cardiac catheter lab